# سیارک ۳۶۷۵
سیارک ۳۶۷۵ (به انگلیسی: 3675 Kemstach، نامگذاری:1982YP1) سه هزار و ششصد و هفتاد و پنجمین سیارک کشف شده‌است که در ۲۳ دسامبر ۱۹۸۲ کشف شد.
قدر مطلق سیارک برابر ۱۱٫۰۰ است.